# 馬洛海茨 (馬里蘭州)
馬洛海茨（英語：Marlow Heights）是位於美國馬里蘭州佐治王子縣的一個普查規定居民點。

## 人口
根據2020年美國人口普查的數據，馬洛海茨的面積為5.27平方千米，當中陸地面積為5.26平方千米，而水域面積為0.01平方千米。當地共有人口6169人，而人口密度為每平方千米1,170.59人。